# Камишовка (Приморський край)
Камишо́вка (рос. Камышовка) — село в Хорольському районі Приморського краю Росії. Входить до складу Ярославського міського поселення.

## Населення
Чисельність населення за роками:
| 2002 | 2010 |
| ---- | ---- |
| 166  | 125  |

За даними перепису населення 2010 року на території села проживало 125 осіб. Частка чоловіків у населенні складала 52% або 65 осіб, жінок — 48% або 60 осіб. Національний склад станом на 2002 рік: росіяни — 82,5% або 137 осіб, українці — 16,9% або 28 осіб.